# Proplanicoxa
Proplanicoxa – rodzaj ornitopoda z grupy iguanodonów (Iguanodontia) żyjącego we wczesnej kredzie (późny barrem) na terenach dzisiejszej Europy. Jego skamieniałości odkryto w osadach formacji Wessex na południowo-zachodnim wybrzeżu angielskiej wyspy Wight. Gatunkiem typowym jest P. galtoni, którego holotypem jest okaz oznaczony BMNH R 8649 z zachowanym 13 kręgami, kością krzyżową, kośćmi biodrowymi oraz częściowo zachowanymi: kością kulszową i kością łonową. Peter Galton (1976) zaliczył ten okaz do gatunku Vectisaurus valdensis. Zdaniem Carpentera i Ishidy (2010) okaz ten na tyle różni się budową miednicy od innych przedstawicieli kladu Iguanodontia, że uzasadnia to zaliczenie go do odrębnego gatunku i rodzaju; autorzy zaproponowali dla niego nazwę Proplanicoxa galtoni. Nie wszyscy autorzy zgadzają się, że BMNH R 8649 reprezentuje odrębny, nieznany wcześniej gatunek ornitopoda; McDonald (2012) uznał P. galtoni za nomen dubium, jednocześnie stwierdzając, że najprawdopodobniej jest on młodszym synonimem gatunku Mantellisaurus atherfieldensis.
Nazwa rodzajowa pochodzi od greckiego słowa pro ("przed") i nazwy innego ornitopoda z kladu Iguanodontia, Planicoxa. Epitet gatunkowy honoruje Petera Galtona.